# Atethmia algirica
Atethmia algirica là một loài bướm đêm thuộc họ Noctuidae. Nó được tìm thấy ở tây nam châu Âu và Algérie.